# Modelo tradicional de coloración

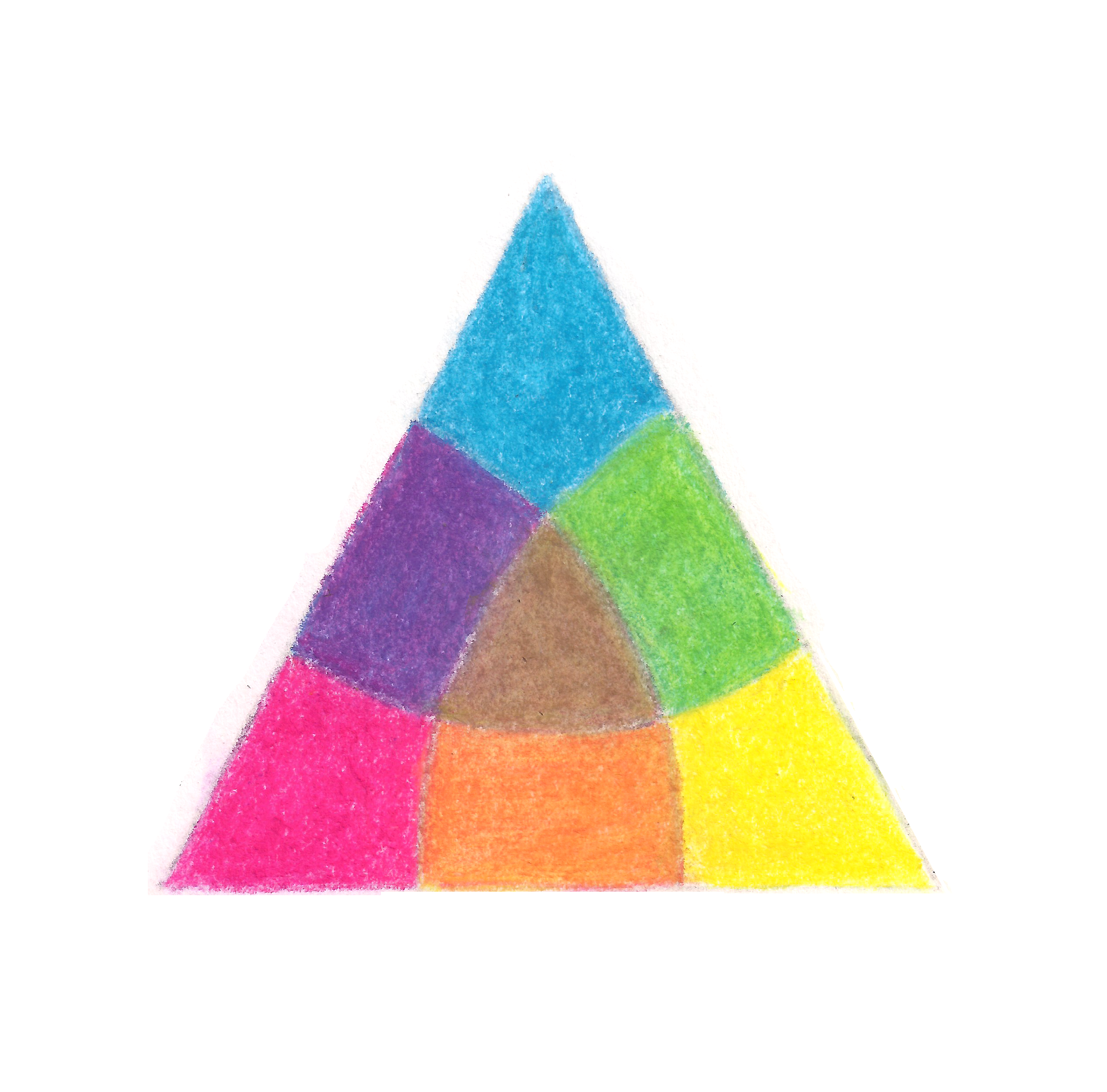
Mezcla de los colores primarios azul, rojo y amarillo realizada del modo tradicional.

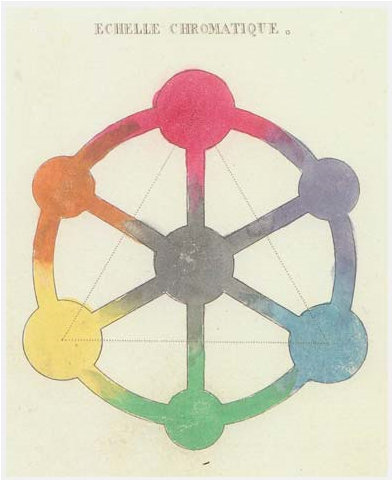
Rueda de colores de Jean François Léonor Mérimée, 1830.

El modelo tradicional de coloración, también llamado modelo de color RYB (Red-Yellow-Blue) o RAmAz (Rojo-Amarillo-Azul), es un modelo de coloración que permite obtener una gama de colores a partir únicamente de tres colores primarios: rojo, amarillo y azul, sin embargo, con este sistema no se pueden obtener colores que sí se pueden con el modelo actual CMY. Con la mezcla simple entre ellos se obtiene los colores considerados secundarios por este modelo: naranja, verde, y violeta o púrpura, sin embargo estos últimos dos secundarios son bastante impuros: el verde puede resultar grisáceo o negruzco debido a que el amarillo y el azul son complementarios, y el violeta o púrpura resulta sucio por contener amarillo (ya que el rojo = magenta + amarillo).  
Para la ciencia del color, este modelo de color es totalmente obsoleto, sin embargo, es muy utilizado en las artes plásticas, y es muy común que este modelo sea el enseñado en las aulas de clase. 
Es un modelo de síntesis sustractiva de color usado tradicional e históricamente en las artes plásticas (como la pintura) y que precede al modelo CMY que es de uso en impresión, fotografía y utilizado por algunos artistas plásticos actuales- CMY reemplaza el azul tradicional por el color cian y el rojo por magenta.

## Historia

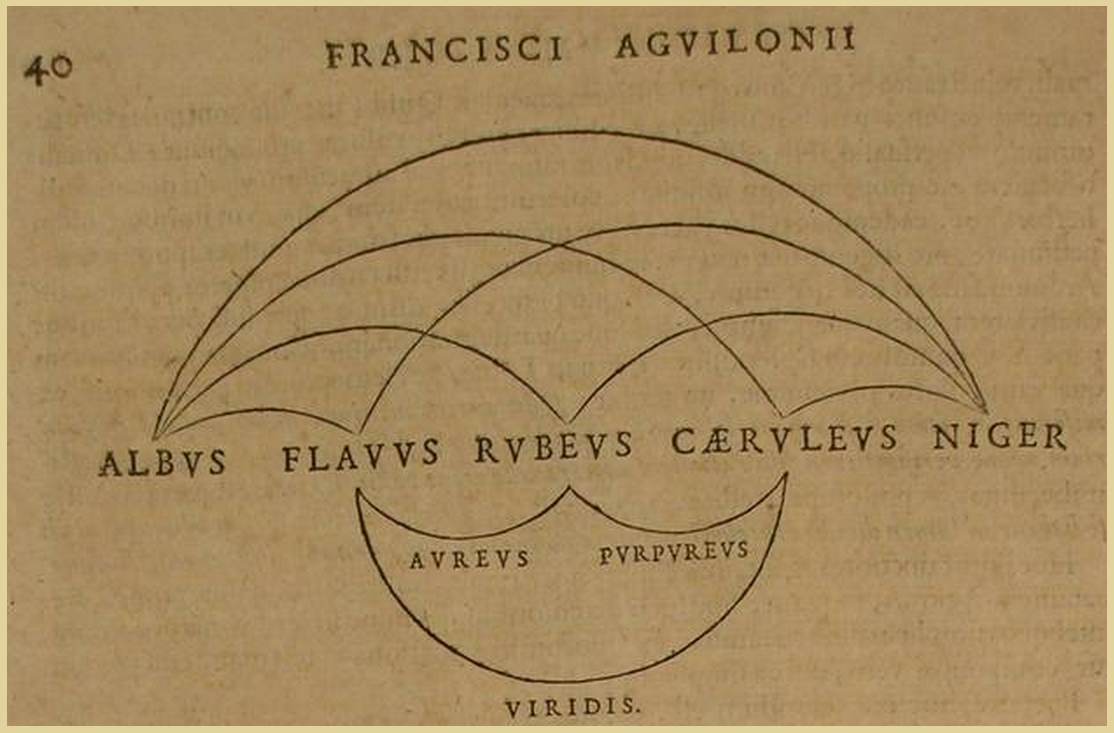
Modelo de tres colores primarios más antiguo: Francisco de Aguilón, 1613.

Al modelo tradicional de tres colores primarios le antecedió uno más antiguo de cuatro primarios:

### Modelo antiguo de coloración con cuatro primarios
Los antiguos griegos, bajo la influencia de Aristóteles, Demócrito y Platón, consideraban que había cuatro colores básicos que coincidían con los cuatro elementos: la tierra (ocre), el cielo (azul), el agua (verde) y el fuego (rojo), mientras que el blanco y el negro representaban la luz del día y la oscuridad de la noche. El sistema de cuatro colores está formado por los primarios amarillo, verde, azul y rojo, y fue sustentado por Alberti en su "De Pictura" (1436), usando el rectángulo, el rombo y la rueda de colores o círculo cromático para representarlos.

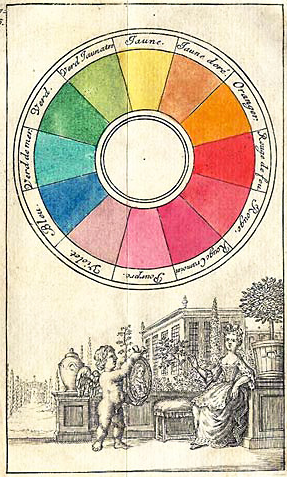
Círculo cromático de 1708, basado en los colores primarios azul, rojo y amarillo.

Leonardo da Vinci apoyó este modelo en 1510, aunque dudó en incluir al verde al observar que éste podía obtenerse mezclando azul y amarillo. También Richard Waller, en su "Catálogo de colores simples y mixtos" (1686), graficó estos cuatro colores en un cuadrado. Estos cuatro colores han sido considerados en muchas ocasiones como "los colores primarios psicológicos".

### Coloración tradicional con tres primarios
El primer caso conocido de la coloración tricromática (de 3 primarios) se puede encontrar en un trabajo sobre óptica del pensador belga Franciscus Aguilonius en 1613, quien en su "Opticorum libro sex, philosophis iuxta ac mathematicis utiles" en latín, graficó a los colores flavvus, rvbevs y cærvlevs (amarillo, rojo y azul) dando lugar a los colores intermedios avrevs, viridis y pvrpvrevs (naranja, verde y púrpura) y a la relación de los mismos con los extremos albvs y niger (blanco y negro). Sin embargo, la idea de tres colores primarios es más antigua, pues Aguilonius apoyó la opinión conocida desde la Edad Media que los colores amarillo, rojo y azul eran los básicos o "nobles" de los cuales derivan todos los demás colores.

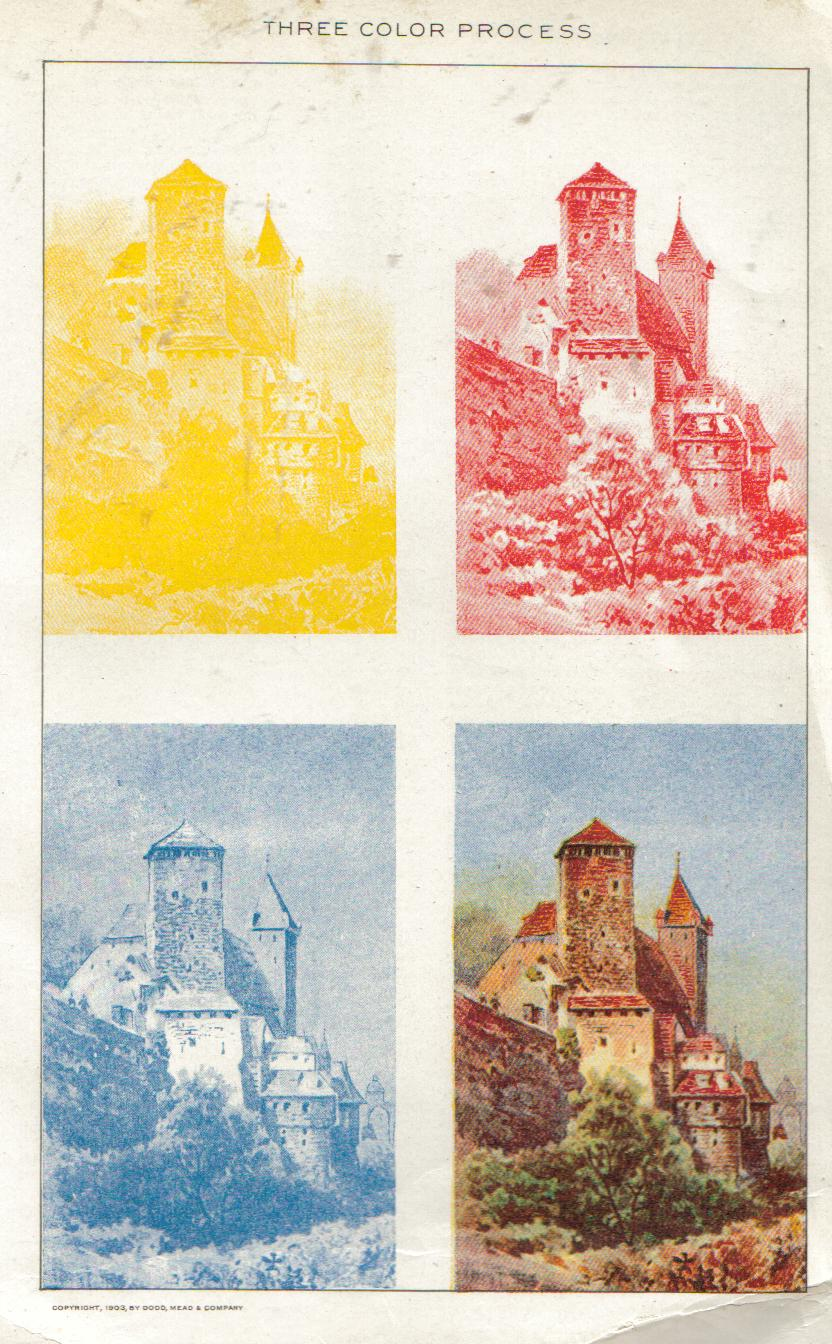
Uso en impresión de libros a color en 1902 mediante el llamado "proceso tricolor".

Este modelo fue utilizado para la impresión, por Jacob Christoph Le Blon en 1725 y lo llamó Coloritto o  armonía de la coloración, estableciendo que los colores primitivos (primarios) son amarillo, rojo y azul, mientras que los secundarios son naranja, verde y púrpura o violeta.
En 1766, Moses Harris elaboró un círculo cromático de 18 colores basándose en este modelo e incluyendo una mayor gama de colores al añadir los derivados claros y oscuros. Durante los siglo XVIII y XIX, este modelo de coloración fue respaldado por muchos autores que han dejado ilustraciones que aún hoy se pueden apreciar, como Louis-Bertrand Castel (1740), el sistema del color de Tobias Mayer (1758), Moses Harris (1770-76), Ignaz Schiffermuller (1772), Baumgartner y Muller (1803),Sowerby (1809), Runge (1809), la popular "Teoría de los colores" (1810) de Goethe, Gregoire (1810-20), Merimee (1815-30-39), Klotz (1816), G. Field (1817-41-50), Hayter (1826), la "Ley del contraste simultáneo de los colores" (1839) de Chevreul y muchos otros.
Para el siglo XX, los pigmentos naturales ceden el paso a los sintéticos. La invención de la ftalocianina y derivados de quinacridona, ampliaron la gama de azules y rojos primarios, acercándose más a los colores sustractivos ideales y a los modelos CMY y CMYK.

## ¿Cuáles son realmente los 3 colores primarios tradicionales?

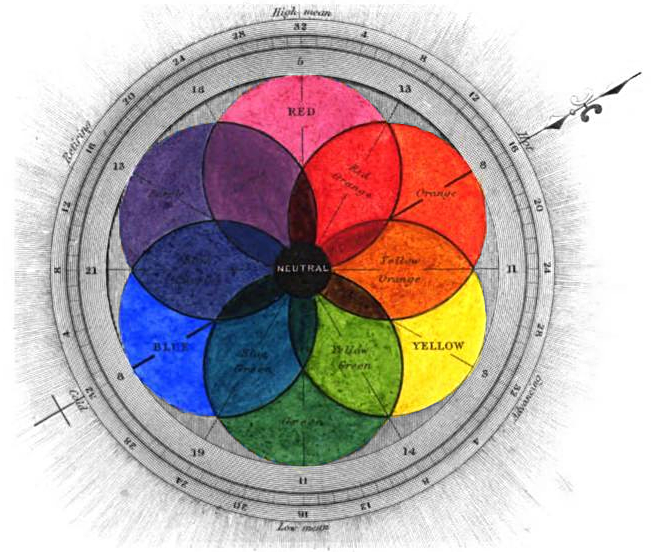
Modelo de 3 colores primarios del químico George Field presentado en su "Cromatografía; o tratado sobre los colores y pigmentos, y de sus poderes en la pintura" en 1841.

De acuerdo con la educación escolar y artística impartida en nuestros días, es muy común la referencia al azul, rojo y amarillo como colores primarios y se piensa en ellos en sus tonos más vivos. Igualmente, la comercialización de los medios de coloración usados en el estudio elemental de las artes plásticas contribuyen a la confusión en la comprensión de este modelo. 
Sin embargo, como puede notarse al conocer los estudios de siglos anteriores, los colores usados en artes plásticas, decoración, textiles e impresiones, dependen de los pigmentos de cada época, que en este caso eran naturales. Así pues, el rojo primario, o "primitivo" como se le decía entonces, se trataba en realidad de la búsqueda de un tono claro de carmín, carmín de alizarina, carmesí o grana. Para el azul primitivo se habría buscado tonos claros de azul ultramar natural, azul de Prusia, azul cobalto pictórico o azul cerúleo genuino; Louis Castel propuso en 1740 el azul celeste o cielo.

Bandera de la Gran Colombia descrita por Francisco de Miranda en 1801 inspirada en los colores primarios tradicionales y de la que derivan las banderas actuales de Colombia, Venezuela y Ecuador.

Comparando estos colores primarios clásicos con los primarios actuales podemos ver:
| Rojo           | , primario aditivo (rgb 255-0-0)                |
| Rojo primitivo | , primario tradicional (rgb 247-85-129)         |
| Magenta (CMYK) | , primario sustractivo estándar (rgb 245-0-135) |
| Magenta (RGB)  | , primario sustractivo ideal (rgb 255-0-255)    |

Igualmente con los azules:
| Azul           | , primario aditivo (rgb 0-0-255)                |
| Azul primitivo | , primario tradicional (rgb 67-155-206)         |
| Cian (CMYK)    | , primario sustractivo estándar (rgb 0-176-246) |
| Cian (RGB)     | , primario sustractivo ideal (rgb 0-255-255)    |

Y amarillos:
| Amarillo primitivo | , primario tradicional (rgb 255-220-70)         |
| Amarillo (CMYK)    | , primario sustractivo estándar (rgb 255-233-0) |
| Amarillo (RGB)     | , primario sustractivo ideal (rgb 255-255-0)    |

Como se puede observar, los colores primarios tradicionales son muy similares a los primarios actuales que se usan por ejemplo en impresión, por lo que podemos afirmar que el modelo CMYK de hoy habría derivado del modelo RYB tradicional. Denominaciones como cian y magenta aparecen recién a inicios del siglo XX.

## Limitaciones

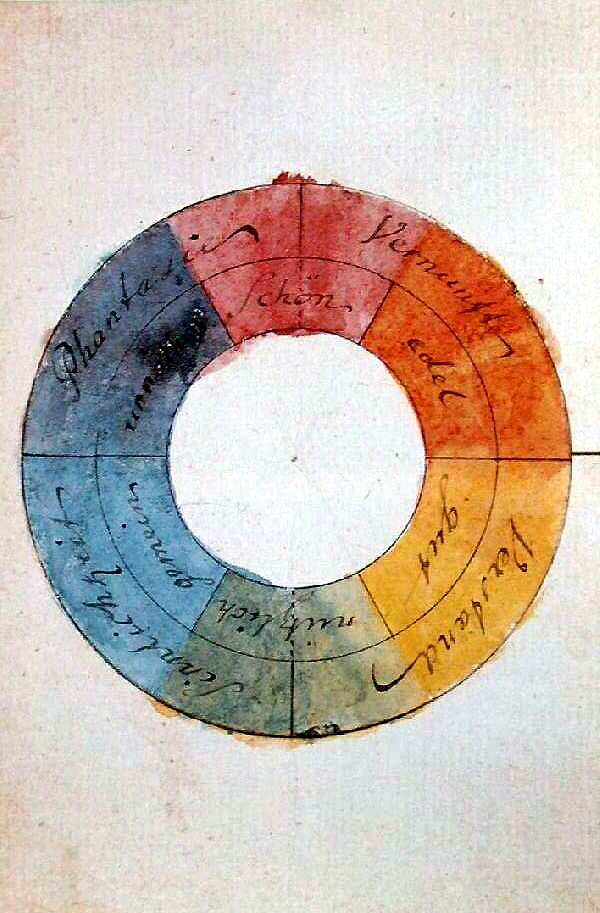
Rueda de color de Göthe, tomada de su libro Teoría de los colores de 1810. Nótese que el rojo carmesí y el amarillo dieron como color secundario un rojo vivo.

Hoy en día, gracias a la evolución de la fotografía en color y la mezcla aditiva de color, se han estandarizado los colores primarios sustractivos, lo que ha dado origen a los sistemas CMY y CMYK. Sin embargo, la creencia popular de que los primarios son el azul, rojo y amarillo en sus tonos vivos, nos da un modelo muy impreciso y alejado de los modelos tradicionales de los siglos 18 y 19, aunque está presente en la teoría impartida en la educación artística, en especial en las artes plásticas y el diseño gráfico. La imprecisión recae en que este modelo RYB toma a dos colores realmente secundarios -Azul y Rojo- como primarios, debido a esto se pierde una importante cantidad de tonos que son imposibles de obtener. El modelo CMY, que usa el cian en lugar del azul y magenta en lugar del rojo corrige en gran parte estas imprecisiones y por eso se utiliza industrial, científica, y artísticamente.

### Contradicciones del modelo RYB de colores vivos

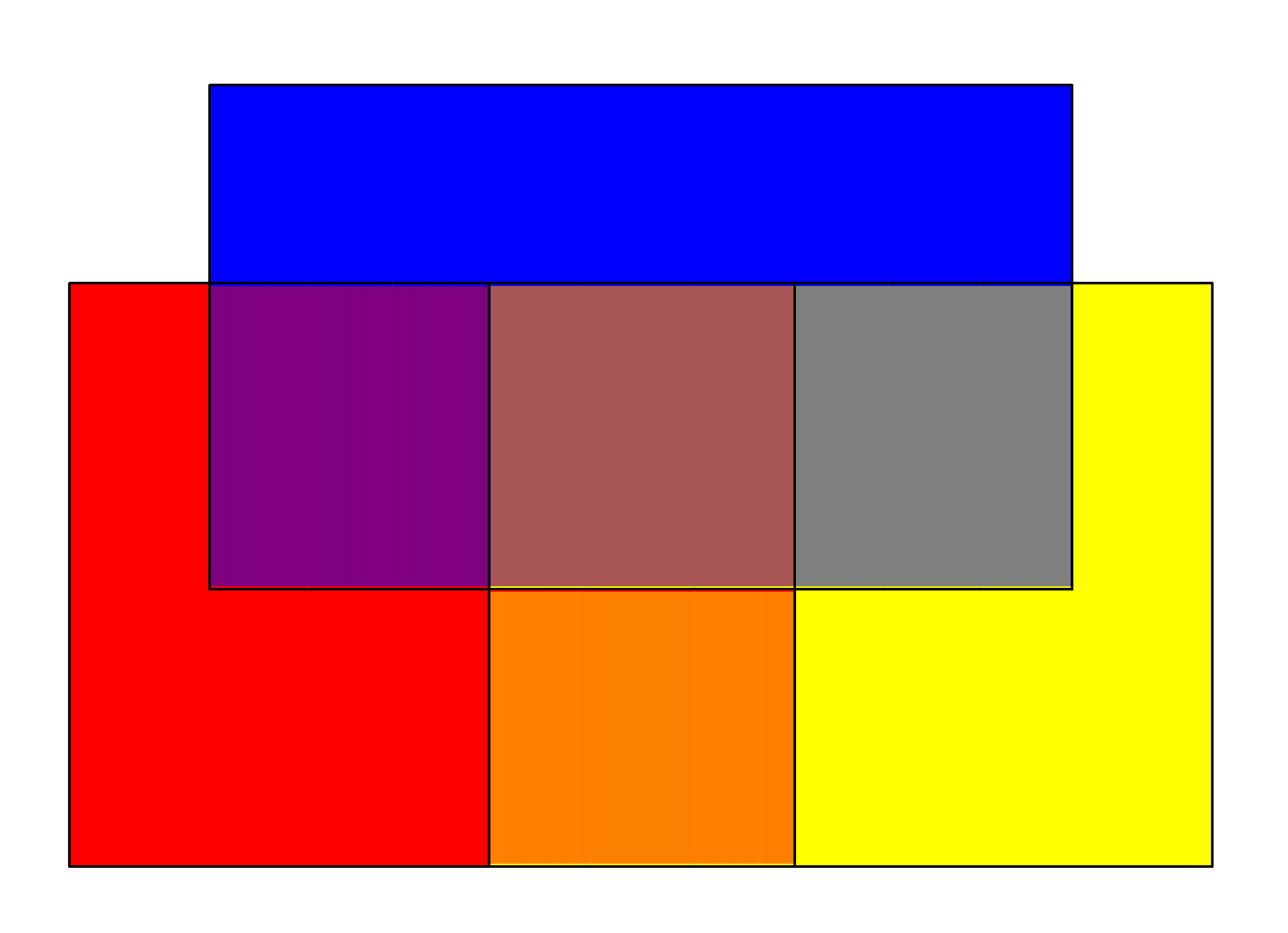
Mezcla digital por proximidad usando líneas rojas, amarillas y azules. De este modo, el azul puro y el amarillo dan un color neutro debido a que son colores complementarios (dar click en la imagen para notar el efecto).

Si mezclamos el rojo y el azul en sus tonalidades vivas o intensas en realidad se crea un tono oscuro o sucio (con tendencia grisácea), lejos del tono púrpura vivo o violeta que quisiesemos obtener. La explicación que puede darse a esto, es la siguiente:
Si tenemos que:
Rojo = 1 parte magenta + 1 parte amarillo.
Azul = 1 parte magenta + 1 parte cian.
Por lo tanto:
Rojo + azul = 2 partes magenta + 1 parte amarillo + 1 parte cian
La parte amarilla interviene con el resto, ensuciando el color y haciéndole perder luminosidad.
Igualmente, esto sucede para la combinación amarillo + azul = verde, debido a que:
Amarillo = Color Primario.
Azul = 1 parte magenta + 1 parte cian.
Y por lo tanto:
Amarillo + Azul = 1 parte amarillo + 1 parte magenta + 1 parte cian.
La cual conduce a un tono sucio más que a un verde, de la misma manera que sucede con el morado. Por otra parte, esta mezcla es más compatible con el color de las plantas (hierba, como un ejemplo acostumbrado) puesto que el color de la vegetación tiene un fondo café, o rojizo, que le dan las partes como el tallo y la tierra en donde está siempre sembrada. Es por esta razón que existe una clara tendencia por parte de los artistas a omitir esta realidad, aunque haciendo la mezcla práctica de pigmentos se haga evidente.

## Rueda de color

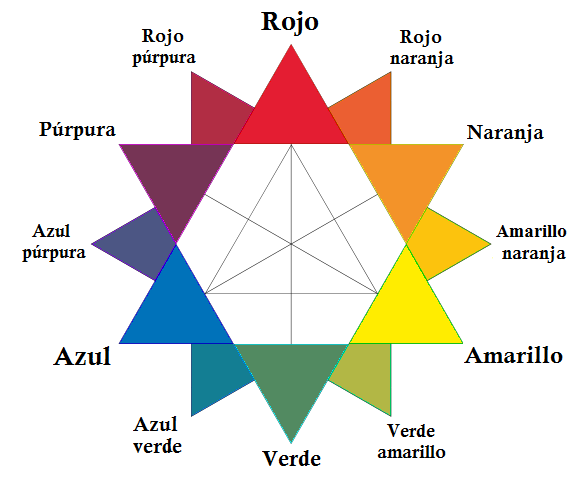
Rueda de color RYB estándar.

El modelo RYB también usa la tríada de colores en una rueda de color estándar. Los colores secundarios también forman una tríada. Las tríadas se forman con tres colores equidistantes en una rueda particular. Otras ruedas de color usuales incluyen el Modelo de color RGB y el CMYK.